# Seznam maratonů
Přehled maratonů, půlmaratonů a jiných vytrvalostních běhů setříděný regionálně.

## Evropa
- Belgie
  - ING Brussels Marathon and Half Marathon
  - The Coastal (Kust) Marathon
- Bosna a Hercegovina
  - Vidovdan Road Race 10k
- Česko
  - Baroko Maroton
  - Brněnský půlmaraton
  - Českobudějovický půlmaraton
  - Hruboskalský půlmaraton
  - Karlovarský půlmaraton
  - Kladenský maratón
  - Olomoucký půlmaraton
  - Ostravský maraton
  - Pardubický vinařský půlmaraton
  - Pražský mezinárodní půlmaraton (Hervis 1/2Maraton Praha)
  - Pražský mezinárodní maraton (Volkswagen Maraton Praha, PIM)
  - Půlmaraton Český ráj
  - Půlmaraton Ústí nad Labem
  - Silva Nortica Run
  - YES!enický maraton
- Dánsko
  - Copenhagen Marathon
  - Hans Christian Andersen Marathon
  - Marathon of the Five Towers
- Estonsko
  - Baltic Marathon
  - Tallinn Marathon and Half Marathon
- Finsko
  - Aland Marathon
  - Helsinki City Marathon
  - Paavo Nurmi Marathon
  - Ruska Maraton
  - Tampere Maraton
- Francie
  - Marathon de La Rochelle
  - Marathon du Mont Saint Michel
  - Nice International Half Marathon
  - Paris International Marathon
  - Pařížský půlmaraton
- Irsko
  - Dublin City Marathon
- Island
  - Lake Myvatn Marathon
  - Reykjavik Marathon
- Itálie
  - City of Rome Marathon
  - Ferrari Italian Marathon
  - Firenze Marathon
  - Giuseppe Verdi Country Marathon
  - Maratona d'Europa
  - Maratona San Antonio
  - Maratonina Citta Di Udine
  - Milano City Marathon
  - Palermo D'Inverno Half Marathon and Super Marathon
  - Palermo International Marathon
  - Turin Marathon and Half Marathon
  - Venice Marathon for UNICEF
  - Vigarano Marathon
  - Lake Garda Marathon
- Litva
  - Vilniaus Maratonas
- Lucembursko
  - Dexia Bil Route du Vin Half Marathon
- Maďarsko
  - ABLON Business Run
  - Budapest Women Race
  - K&H Marathon relay race
  - K&H Night Run
  - Lake Balaton Marathon
  - Libresse Women's Running Day
  - Nike Budapest International Half Marathon
  - Normafa mountain Half Marathon
  - Peakrun of Kékes
  - Plus Budapest International Marathon
  - Puszta run
  - T-Com Vivicittá
- Malta
  - Malta International Challenge Marathon
- Monako
  - Monaco International Marathon
- Německo
  - Berlínský maraton (Berlin-Marathon)
  - Conergy Marathon Hamburg
  - iWelt Marathon Wuerzburg
  - Karstadt Marathon
  - Marathon Messe Frankfurt
  - Ruhr Marathon
  - Run Berlin 25km
  - Vattenfall Berlin Half Marathon
  - Welt Marathon Wuerzburg
  - Morgenpost Dresden - Marathon
- Nizozemsko
  - City-Pier-City Half Marathon
  - Eindhoven Marathon
  - Enschede Marathon
  - Rotterdamský maraton
  - ING Amsterdam Marathon
- Norsko
  - Midnight Sun Marathon and Half Marathon
- Polsko
  - Varšavský maraton
  - Orlen Warsaw Marathon
  - Maraton Lodz
  - Maraton Cracovia
  - Maraton Wroclawski
  - Maraton Poznański
  - Pila International Half Marathon
- Portugalsko
  - Carlos Lopes Gold Marathon Memorial
  - EDP Half Marathon of Lisbon
  - Lisbon International Marathon
  - Porto Marathon
  - RTP Half Marathon of Portugal
- Rakousko
  - Vienna City Marathon
- Rumunsko
  - Timisoara Marathon
- Rusko
  - Moscow International Peace Marathon
  - Novosibirsk Half Marathon
  - Siberian International Marathon
- Řecko
  - Athens Classic Marathon
- Srbsko
  - Belgrade City Marathon
  - Novi Sad Marathon and Half Marathon
- Slovensko
  - Mezinárodní maraton míru
  - Bratislavský maraton
- Slovinsko
  - Ljubljanski Marathon
  - Three Hearts Marathon
- Spojené království
  - Baxter's Loch Ness Marathon
  - Belfast Marathon
  - British 10k London
  - Edinburgh Forthside Half Marathon
  - Edinburgh Marathon
  - Great Scottish Run Half Marathon
  - Reebok Bristol Half Marathon
- Španělsko
  - Adidas Half Marathon de Valencia
  - II Marathon del Mediterraneo
  - Marathon Catalunya-Barcelona
  - Marathon Popular de Madrid
  - Marato de Barcelona
  - Maraton de la Ciudad de Sevilla
  - Maraton International Martin Fiz
  - Maraton Popular de Valencia

- Švédsko
  - Göteborg Half Marathon
  - Stockholm Marathon

- Švýcarsko
  - Basel City Marathon – Basilej
  - Basler Marathontage – Basilej
  - Bieler Lauftage/Courses de Bienne – Biel/Bienne
  - Défi international Val-de-Travers – Val-de-Travers
  - Frauenfelder Marathon – Frauenfeld
  - Genève marathon – Ženeva
  - Graubünden-Marathon – Chur
  - Jungfrau Marathon – Interlaken
  - Lausanne marathon – Lausanne
  - Napf-Marathon – Trubschachen
  - Neujahrsmarathon Zürich – Curych
  - Sola-Stafette – Curych
  - Swiss Alpine Marathon – Davos
  - Winterthur Marathon – Winterthur
  - Zermatt Marathon – St. Niklaus - Zermatt
  - Zürich Marathon – Curych
- Turecko
  - International Ghazi Run
  - Istanbul Eurasia Marathon
  - Tarsus International Half Marathon

## Asie
- Čína
  - Beijing International Marathon
  - Dalian International Marathon
  - Great Wall Marathon
  - Toray Cup Shanghai Marathon
  - Xiamen International Marathon
- Filipíny
  - Philippines Marathon - Pasig River
- Hongkong
  - China Coast Marathon
  - Mizuno Hong Kong Half Marathon
  - Standard Chartered Hong Kong Marathon
- Indie
  - Hutch Delhi Half Marathon
  - Hyderabad Midnight Marathon
  - Lipton Bangalore International Marathon
  - Standard Chartered Mumbai Marathon
  - The Great Tibetan Marathon
- Izrael
  - Dead Sea Half Marathon
  - Jerusalem Half Marathon
  - Tiberias Marathon
- Japonsko
  - Beppu-Oita Mainichi Marathon
  - Fukuoka International Open Marathon Championship
  - Hokkaido Marathon
  - Kagawa Marugame Half Marathon
  - Kyoto City Half Marathon
  - Lake Biwa Mainichi Marathon
  - Lake Kawaguchi Marathon
  - Lake Saroma 100km Hokkaido
  - Nagano Olympic Commemorative Marathon
  - Nagoya International Women's Marathon
  - Ohme 30km/10km Road Race
  - Osaka International Ladies Marathon
  - Sapporo Half Marathon
  - Tokyo City International Marathon
- Korea
  - Chosunilbo Chunchon International Marathon
  - JoongAng Seoul International Marathon
  - Seoul International Marathon
- Kypr
  - Cyprus Aphrodite Half Marathon
  - Limassol Marathon
  - Logicom Cyprus Marathon (Pafos)
  - Nicosia Marathon
- Libanon
  - Beirut International Marathon
- Macao
  - Macau International Marathon and Half Marathon
- Malajsie
  - Kuala Lumpur International Marathon
- Nepál
  - The Kathmandu Marathon
- Pákistán
  - Standard Chartered Lahore Marathon
- Singapur
  - Standard Chartered Singapore Marathon
- Spojené arabské emiráty
  - Standard Chartered Dubai Marathon
- Tchaj-wan
  - ING Taipei International Marathon
  - Taiwan Boulevard International Marathon
- Thajsko
  - ING Thailand Temple Run
  - Khon Kaen International Marathon
  - Phuket International Marathon
  - Thai Health Bangkok Marathon

## Afrika
- Alžírsko
  - Sahara Marathon
- Egypt
  - International Egyptian Marathon
  - Pharaonic 100km
  - St. Catherine Marathon
- Etiopie
  - Toyota Great Ethiopian Run
- Jižní Afrika
  - Old Mutual Two Oceans Marathon
- Keňa
  - IAAF World Cross-Country Championships
  - Standard Chartered Nairobi Marathon
- Namibie
  - 100 Miles of Namib Desert
- Nigérie
  - MTN Lagos International Half Marathon
- Rwanda
  - Kigali Peace Marathon
  - Rwanda Peace Marathon
- Tanzanie
  - Kilimanjaro Marathon
  - Mount Meru International Marathon
- Tunis
  - Sahara 100k Challenge Race
- Zimbabwe
  - Africa University International Peace Marathon
  - Victoria Falls Marathon

## Amerika
- Argentina
  - Buenos Aires City Half Marathon
  - Buenos Aires Marathon
- Barbados
  - Run Barbardos Marathon
- Brazílie
  - 10k Corpore Sao Paulo Classic
  - City of Rio de Janeiro Marathon
  - Half Marathon of Bahia
  - Pampulha Lagoon International Race
  - Rio de Janeiro International Half Marathon
  - Sao Paulo Half Marathon Corpore
  - Sao Paulo International Marathon
- Chile
  - Patagonian International Marathon
- Ekvádor
  - Guayaquil Marathon
- Falklandy
  - Standard Chartered Stanley Marathon
- Grónsko
  - Nuuk Marathon
- Kajmanské ostrovy
  - Cayman Islands Marathon
- Kanada
  - HSBC Calgary Marathon
  - ING Edmonton Centenial Marathon
  - ING Ottawa Marathon
  - Niagara Fallsview Casino International Marathon
  - Quebec City Marathon
  - Royal Victoria Marathon
  - Scotia Bank Toronto Waterfront Marathon and Half Marathon
  - Scotia Bank Vancouver Half Marathon
  - The Vancouver Sun Run 10k
  - Toronto Marathon and Half Marathon
  - Vancouver International Marathon
- Kolumbie
  - Media Maratón Internacional de Bogotá
  - Media Maraton International Ciudad de Medellin
- Kuba
  - Marabana Half and Full Marathon
- Mexiko
  - Gran Maraton Pacifico
  - Lala Marathon
  - Maraton Internacional de Guadalajara
  - Tangamanga Marathon
- Panama
  - Panama City International Marathon
- Panenské ostrovy
  - St. Croix International Marathon
- Portoriko
  - Coamo Marathon
  - World's Best 10km Race
- Spojené státy americké
  - Atlanta Marathon and Half Marathon
  - Austin Marathon
  - Baystate Marathon
  - Big Sur Half Marathon on Monterey Bay
  - Big Sur International Marathon
  - Bostonský maraton
  - Chicagský maraton
  - City of Los Angeles Marathon
  - Cleveland Marathon
  - Disney Marathon
  - Flying Pig Marathon
  - Freihofer's 5k Run for Women
  - Hawaiian Half Marathon
  - Honolulu Marathon
  - ING New York City Marathon
  - Lake Tahoe Marathon
  - Las Vegas International Marathon and Half Marathon
  - Marine Corp Marathon
  - Maui Marathon and Half Marathon
  - Maui Surf 'n Sand Half Marathon
  - Mount Desert Island Marathon
  - Myrtle Beach Marathon
  - Newyorský maraton
  - Oklahoma City Memorial Marathon
  - Pacific Shoreline Marathon
  - Portland Marathon
  - Salt Lake City Marathon
  - Seattle Marathon and Half Marathon
  - Twin Cities Marathon
  - Under Armour Baltimore Marathon
  - United States Air Force Marathon
  - Virginia Mason Team Medicine Marathon at SEAFAIR
- Trinidad a Tobago
  - UWI-SPEC Half Marathon

## Austrálie a Oceánie
- Austrálie
  - Canberra Marathon
  - Gold Coast Marathon
  - Sun-Herald City to Surf

## Antarktida a Arktida
- The Antarctica Marathon and Half Marathon
- North Pole Marathon